# Lunca Siretului Mijlociu
Lunca Siretului Mijlociu este o zonă protejată (arie de protecție specială avifaunistică - SPA) situată în estul României, pe teritoriile administrative ale județelor Iași, Neamț și Bacău.

## Localizare
Aria naturală se află în partea vestică a județului Iași (pe teritoriul comunelor Alexandru I. Cuza, Butea, Hălăucești, Mircești și Mogoșești-Siret); sud-estică a județului Neamț (pe teritoriul orașului Roman și al comunelor Doljești, Gâdinți, Horia, Icușești, Ion Creangă, Sagna, Secuieni, Tămășeni) și nord-estică a județului Bacău (pe teritoriul comunelor Dăminești, Filipești și Negri)  și este străbătută de drumul european E583.

## Descriere
Zona a fost declarată Arie de Protecție Specială Avifaunistică prin Hotărârea  de Guvern nr. 1284 din 24 octombrie 2007 (privind declararea ariilor de protecție specială avifaunistică ca parte integrantă a rețelei ecologice europene Natura 2000 în România) și se întinde pe o suprafață de 10.329,5 hectare.
Aria protejată (încadrată în bioregiune geografică continentală) reprezintă o zonă naturală (râuri, lacuri, mlaștini, turbării, terenuri arabile cultivate, păduri de foioase) în lunca mijlocie a Siretului; ce asigură condiții de hrană, cuibărit și viețuire pentru mai multe specii de păsări migratoare, de pasaj sau sedentare (unele protejate prin lege).

## Avifaună
În arealul sitului este semnalată prezența mai multor păsări enumerate în anexa I-a a Directivei Consiliului European 2009/147/CE din 30 noiembrie 2009, privind conservarea păsărilor sălbatice. 

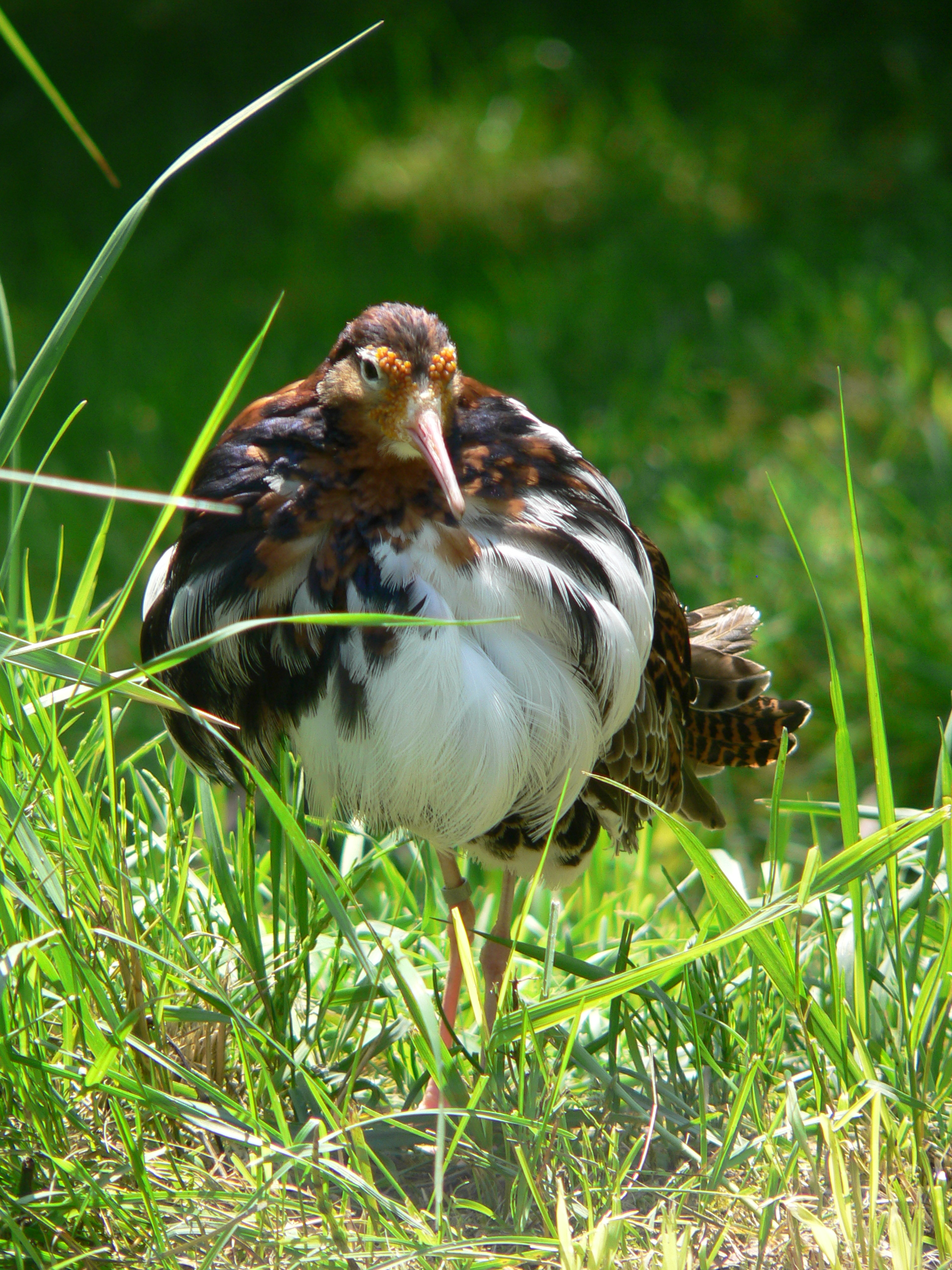
Bătăuș (Philomachus pugnax)

Specii de păsări protejate: pescăruș albastru (Alcedo atthis), rață mare (Anas platyrhynchos), rață cârâitoare (Anas querquedula), gâscă cenușie (Anser anser), fâsă-de-câmp (Anthus campestris), rață-cap-castaniu (Aythya ferina), buhai de baltă (Botaurus stellaris), buhă (Bubo bubo), fugaci roșcat (Calidris ferruginea), fugaci mic (Calidris minuta), fugaci pitic (Calidris temminckii), caprimulg (Caprimulgus europaeus), prundașul gulerat mic (Charadrius dubius), chirighiță-cu-obraz-alb (Chlidonias hybridus), barză neagră (Ciconia nigra), barză albă (Ciconia ciconia), cristei de câmp (Crex crex), ciocănitoare cu spate alb (Dendrocopos leucotos), ciocănitoare de grădini (Dendrocopos syriacus), șoim călător (Falco peregrinus), vânturel roșu (Falco tinnunculus), muscar-gulerat (Ficedula albicollis), muscar mic (Ficedula parva), lișiță (Fulica atra), cufundar polar (Gavia arctica), cufundar mic (Gavia stellata), sfrâncioc roșiatic (Lanius collurio), sfrânciocul cu frunte neagră (Lanius minor), ferestraș mic (Mergus albellus), ferestraș mare (Mergus merganser), prigoare (Merops apiaster), stârc de noapte (Nycticorax nycticorax), viespar (Pernis apivorus), cormoran mic (Phalacrocorax pygmeus), bătăuș (Philomachus pugnax), lopătar (Platalea leucorodia), corcodel-mare (Podiceps cristatus), corcodel-cu-gât-roșu (Podiceps grisegena), fluierarul cu picioare roșii (Tringa totanus), fluierar cu picioare verzi (Tringa nebularia), fluierar de mlaștină (Tringa glareola), fluierar negru (Tringa erythropus) sau nagâț (Vanellus vanellus).

## Căi de acces
- Drumul european E85 pe ruta: Buzău - Râmnicu Sărat - Focșani - Adjud - Bacău - Filipești.

## Monumente și atracții turistice
În vecinătatea sitului se află câteva obiective de interes istoric, cultural și turistic; astfel:

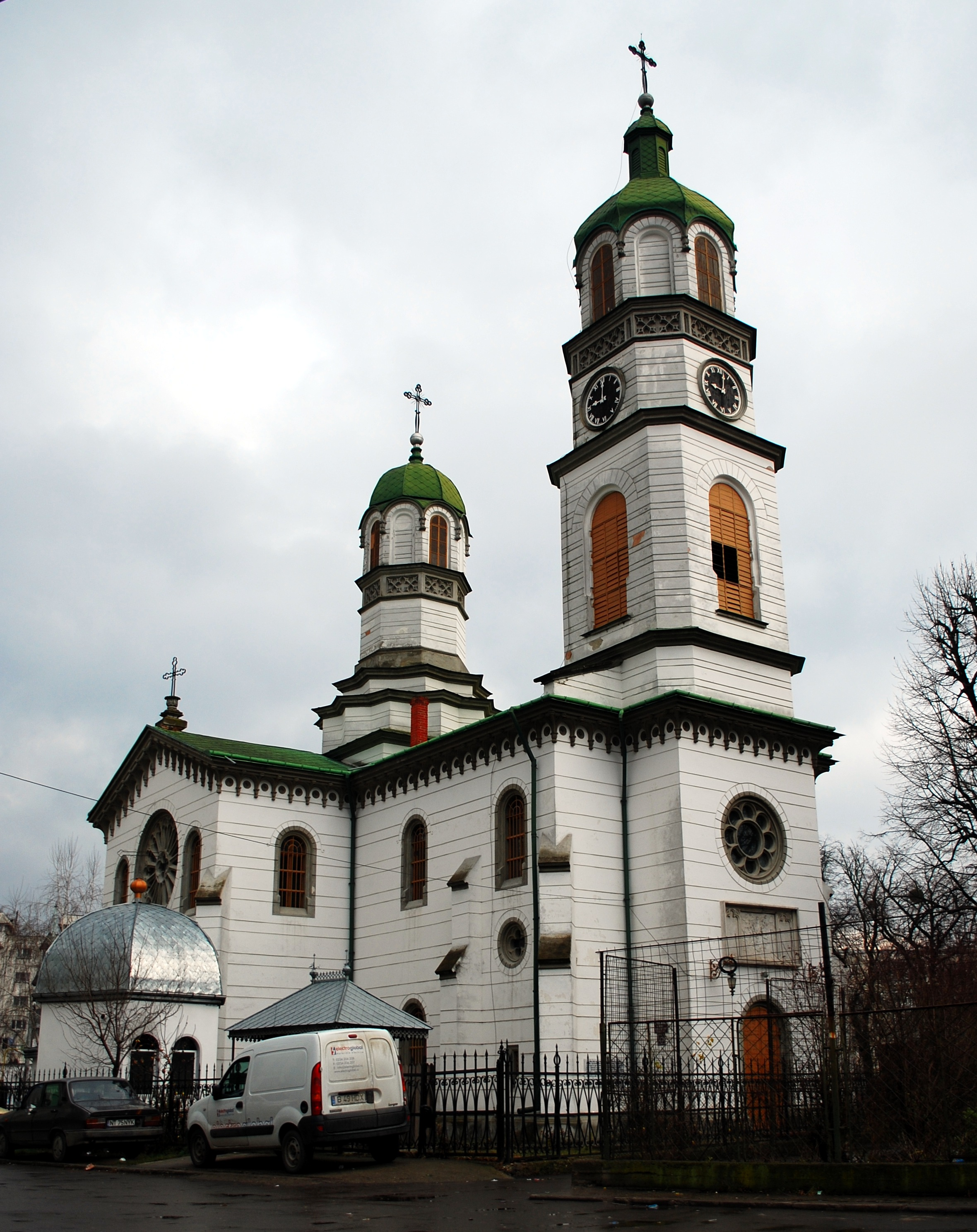
Fosta biserică armenească, azi biserica "Adormirea Maicii Domnului" din Roman

- Biserica "Adormirea Maicii Domnului" din Mircești, construcție 1875, monument istoric.
- Biserica "Sf. Voievozi" din Mircești, construcție 1809, monument istoric.
- Biserica "Sf. Voievozi", "Buna Vestire" din satul Miclăușani, construcție 1787, monument istoric.
- Biserica "Sf. Treime" din Doljești, Neamț, construcție 1765-1774, monument istoric.
- Biserica "Sf. Dumitru" din satul Gâdinți, Neamț, construcție 1812, monument istoric.
- Catedrala episcopală "Sf. Paraschiva" din Roman, construcție 1542-1550, monument istoric.
- Biserica "Sf. Nicolae" din Roman, construcție 1747, monument istoric.
- Biserica "Sf. Voievozi", Biserica "Albă Domnească", construcție 1611-1615, monument istoric.
- Biserica "Adormirea Maicii Domnului" din Roman, construcție 1569, monument istoric.
- Fosta biserică armenească, azi biserica "Adormirea Maicii Domnului" din Roman, construcție 1609, monument istoric.
- Biserica "Sf. Gheorghe" din Roman, construcție 1847, monument istoric.
- Biserica "Sf. Nicolae" din satul Călinești, Bacău, construcție 1772, monument istoric.
- Biserica de lemn "Sf. Nicolae" din satul Dămienești, Bacău, construcție 1779, monument istoric.
- Castelul Sturdza de la Miclăușeni construit în stil gotic, clădirea a fost ridicată între anii 1880-1904 de către Gheorghe Sturza și soția sa Maria.
- Casa memorială a poetului Vasile Alecsandri din satul Mircești, construcție 1865, monument istoric.
- Mausoleul lui Vasile Alecsandri din Mircești, construcție 1925-1927, monument istoric
- Casa Sturdza-Șcheianu din satul Șcheia, construcție 1810, monument istoric.
- Situl arheologic "Țarina de Jos" de la Alexandru Ioan Cuza (sec. XVII - XVIII, Epoca medievală, sec. IV p.Chr, Epoca daco-romană, sec. II - I a. Chr., Latène, cultura geto- dacică).